# Krążenie wrotne
Krążenie wrotne (łac. circulatio portalis) – w ujęciu ogólnym obieg krwi przez układ naczyń włosowatych wtórnie powstających z żyły.
U kręgowców wyróżnia się: 
- krążenie wrotne wątroby (jelitowo-wątrobowe), w którym żyła wrotna (bramna) zbierająca krew z narządów jamy brzusznej (żołądka, jelit, trzustki i śledziony) doprowadza ją do wątroby, gdzie rozdziela się na wtórny układ włosowaty;
- krążenie wrotne przysadki mózgowej, w którym parzyste żyły wrotne długie, zbierające krew z włośniczek podwzgórza, tworzą wtórny układ włosowaty w obrębie gruczołowej (przedniej) części przysadki mózgowej, ponadto żyły odprowadzające krew z sieci włosowatej nerwowej części przysadki mózgowej również doprowadzają krew do wrotnej sieci części gruczołowej (tzw. krótki układ wrotny przysadki); krążenie wrotne przysadki bywa kwestionowane (naczynia żylne miałyby być naczyniami włosowatymi o większej średnicy);
- krążenie wrotne trzustki, w którym naczynia żylne odprowadzające krew z wysp trzustkowych ponownie tworzą sieć włosowatą w obrębie zrazików trzustkowych.

Ponadto u ryb, płazów, gadów i ptaków występuje:
- krążenie wrotne nerek, w którym żyły odprowadzające krew z tylnej części ciała wydzielają parzyste żyły wrotne nerek, zasilające krwią sieć włosowatą nerek.

Przeczytaj ostrzeżenie dotyczące informacji medycznych i pokrewnych zamieszczonych w Wikipedii.